# 三田市役所
三田市役所は地方公共団体である三田市の役所である。

## 概要
現市役所は2014年に大規模災害を想定して設計された。
自然環境を利用した様々な工夫が施されており、北西から流れる武庫川からの風を利用した自然換気システムや雨水利用などが挙げられる。

## 所在地
兵庫県三田市三輪2丁目1番1号に位置する。
三田駅から徒歩10分ほどの場所にあり、川を西に渡ると郷の音ホールや兵庫県三田庁舎などがある。

## 歴史
昭和35年（1960年）に旧三田市庁舎が竣工。
しかし、市役所は別館含め5棟になり市民の利便性が悪いなどの課題があった。その後、老朽化した旧市役所の建て替えが検討され、2014年に新市庁舎が竣工。2015年に供用開始された。